# Transports dans le Puy-de-Dôme
Les transports dans le département français du Puy-de-Dôme sont caractérisés par un fort contraste entre le centre du département et ses tiers occidental et oriental. Au centre, la vallée de la Limagne, et en particulier l'agglomération de Clermont-Ferrand, bénéficient d'un dense réseau de transport ; carrefour autoroutier et ferroviaire, la capitale de l'Auvergne possède une ligne de tramway, et ses aéroport et gare sont les plus fréquentés du Massif central. À l'inverse, dans les régions montagneuses de l'est et de l'ouest du département, la plupart des lignes de chemin de fer ont fermé et les trajets routiers sont souvent longs.

## Transport routier

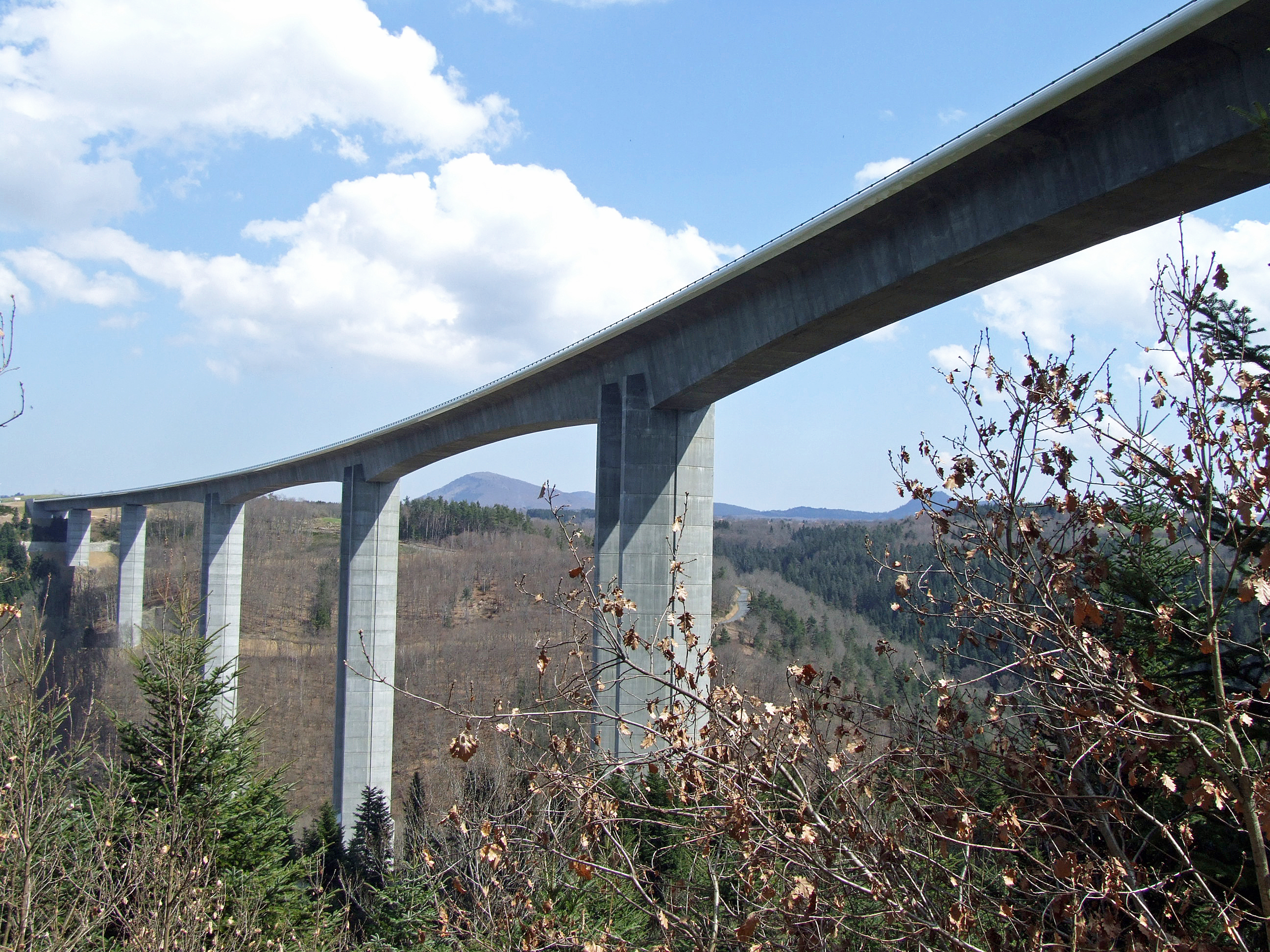
Le viaduc de la Sioule permet à l'autoroute A89 de franchir la Sioule, à une vingtaine de kilomètres à l'ouest de Clermont-Ferrand.

### Infrastructures routières
Clermont-Ferrand est située au carrefour de deux axes autoroutiers. Le premier, d'orientation nord-sud, est formé de l'autoroute A71 au nord et de l'autoroute A75 au sud ; il relie Paris au sud du Massif central et à l'Espagne et, dans le département, Riom à Issoire. Le second, d'orientation ouest-est, est formé par l'autoroute A89 ; il relie Bordeaux à Lyon (et Saint-Étienne via l'autoroute A72), et dessert notamment Thiers. À l'ouest de Clermont-Ferrand, l'A89 contourne par le nord le parc naturel régional des Volcans d'Auvergne, un choix qui a été fait pour limiter l'impact écologique et visuel de l'autoroute ; celle-ci a nécessité la construction de nombreux viaducs.
En l'absence de liaisons routières performantes en-dehors des autoroutes, l'accès est long à certaines parties du département. Certaines communes importantes comme Ambert, La Tour-d'Auvergne ou Saint-Éloy-les-Mines sont ainsi à plus d'une heure de route de Clermont-Ferrand, et il faut près d'une heure et demi pour atteindre Arlanc dans le sud-est du département.

### Transport collectif de voyageurs
Le Puy-de-Dôme est desservi par le réseau régional de transport routier Cars Région, dont le réseau du Puy-de-Dôme compte une trentaine de lignes régulières.

## Transport ferroviaire

### Historique

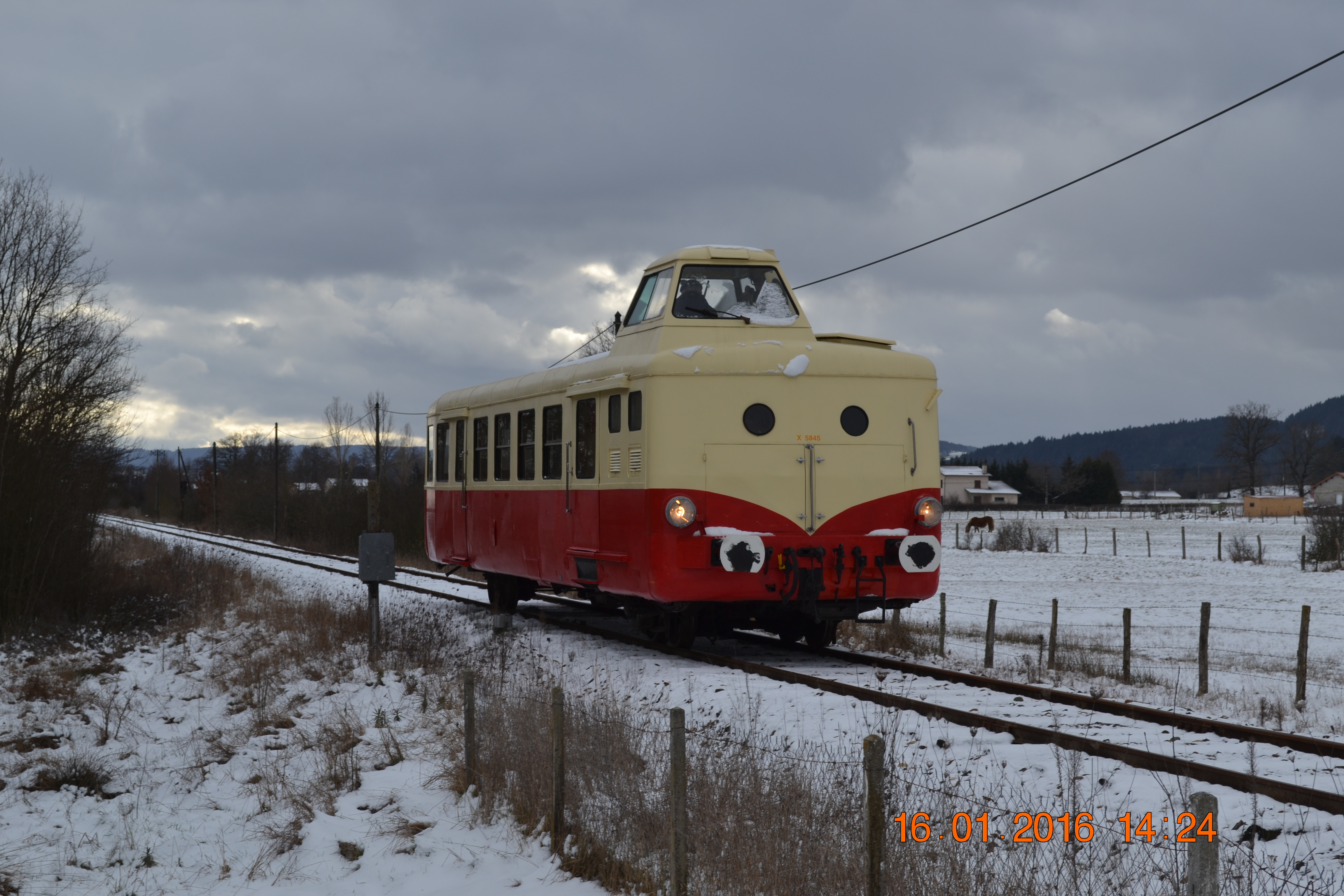
L'ancienne ligne de Saint-Germain-des-Fossés à Darsac n'étant plus exploitée commercialement dans sa partie puydômoise, l'association Agrivap y fait rouler des trains touristiques avec du matériel d'époque. Ici un autorail X 5800 entre Ambert et Arlanc.

Le chemin de fer est apparu dans le département en 1855, avec l'ouverture de l'ensemble de la partie puydômoise de l'actuelle ligne de Saint-Germain-des-Fossés à Nîmes-Courbessac, par Riom, Clermont-Ferrand et Issoire. Le réseau d’intérêt général du Puy-de-Dôme, partagé entre la Compagnie du chemin de fer de Paris à Orléans (PO) dans l'ouest et la Compagnie des chemins de fer de Paris à Lyon et à la Méditerranée (PLM) dans le centre et l'est du département, n'a jamais été très étendu, en raison des contraintes topographiques. À la fin du XIXe siècle, le chemin de fer d’intérêt général atteignait toutefois la plupart des villes et bourgs du département, dont Aigueperse, Ambert, Arlanc, La Bourboule, Brassac-les-Mines, Clermont-Ferrand, Courpière, Giat, Issoire, Lezoux, Mont-Dore, Pont-du-Château, Puy-Guillaume, Riom, Saint-Éloy-les-Mines, Saint-Ours-les-Roches et Thiers.
Le Puy-de-Dôme n'a jamais possédé un important réseau de chemins de fer d’intérêt local. Seules quelques lignes isolées, dont les concessions seront reprises par la Compagnie des chemins de fer de la Limagne, relièrent Vertaizon à Billom, Volvic à Riom et Gerzat à Maringues.
La liaison Paris - Clermont-Ferrand bénéficie de plusieurs modernisations entre les années 1970 et 2010, et est électrifiée entre 1988 et 1990. Mais en parallèle, le réseau ferré du département diminue : Clermont-Ferrand n'est plus relié par des trains de voyageurs à Ambert et Arlanc depuis 1980, à Saint-Éloy-les-Mines depuis 2007, à La Bourboule et Mont-Dore depuis 2015, et à Saint-Étienne depuis 2016.
|                                             |
| Le réseau ferroviaire à son apogée en 1930. |

|                                     |
| Le réseau ferroviaire de nos jours. |

|                                                    |
| Carte animée de l’évolution du réseau ferroviaire. |

### Situation actuelle

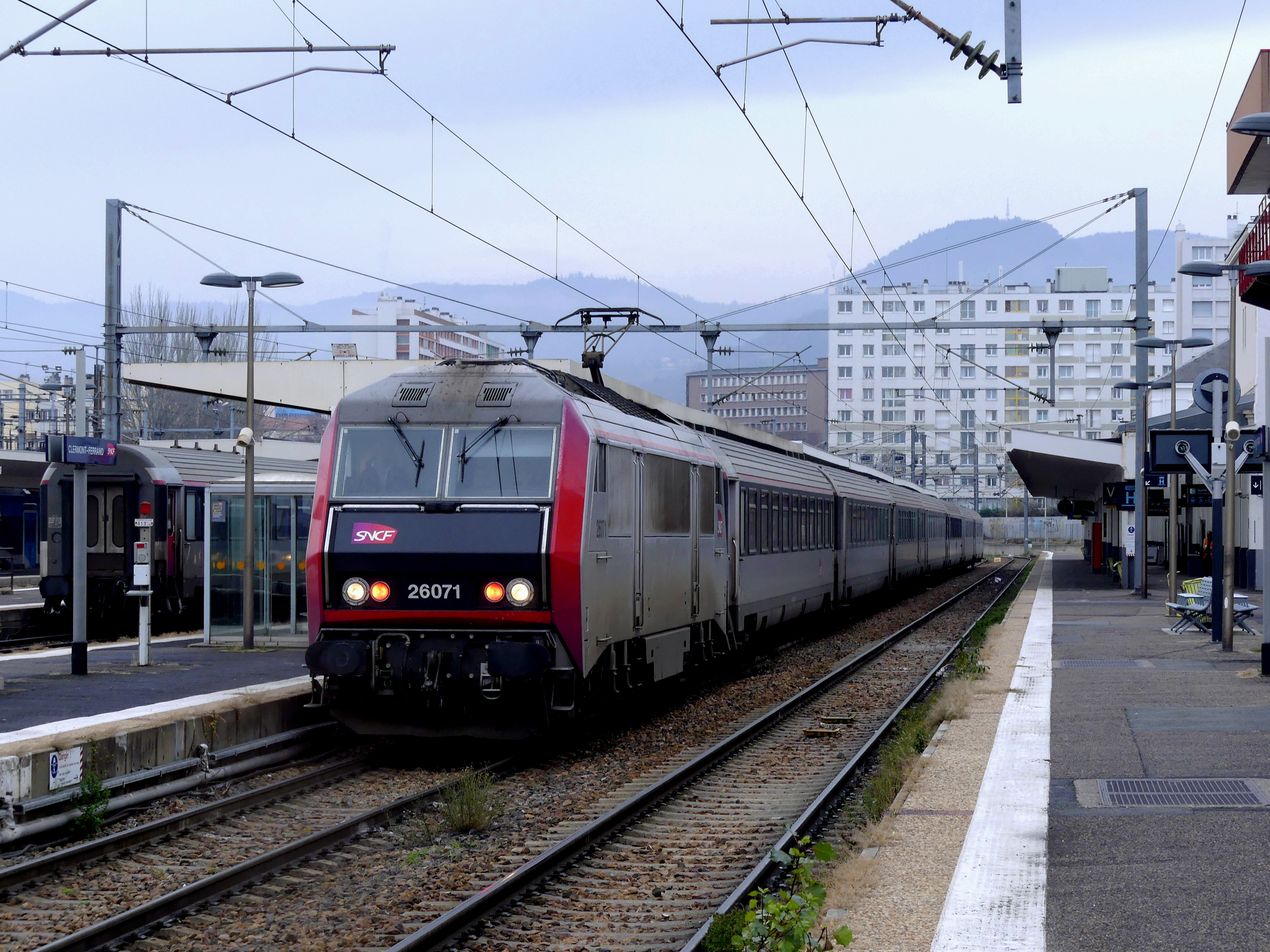
Un train formé d'une BB 26000 et de voitures Corail et assurant une liaison Intercités vers Paris quitte la gare de Clermont-Ferrand en 2018.

La principale gare de voyageurs est la gare de Clermont-Ferrand, avec une fréquentation annuelle de 3 888 000 voyageurs en 2019 ; elle est suivie de Riom - Châtel-Guyon et Issoire fréquentées respectivement par 962 000 et 505 000 voyageurs .
Le principal axe ferroviaire du département, à double voie électrifiée, est la ligne Paris - Clermont-Ferrand via Vichy, formé dans le département par la ligne de Vichy à Riom et par un tronçon de la ligne de Saint-Germain-des-Fossés à Nîmes-Courbessac. Des Intercités relient Clermont-Ferrand à la capitale, auxquels s'ajoutent une desserte locale par TER Auvergne-Rhône-Alpes.
En-dehors de cet axe, la desserte ferroviaire est principalement locale et périurbaine, et il n'existe aucune ligne électrifiée. Les trains de voyageurs ne dépassent plus Volvic à l'ouest et Thiers à l'est de Clermont-Ferrand. Au sud, quelques trains se dirigent vers Aurillac et Le Puy-en-Velay, voire Toulouse et Béziers, mais l'essentiel du trafic se concentre entre Clermont-Ferrand et Issoire.

## Transport aérien
Bien que le nombre de destinations offertes ait décru depuis le début du XXIe siècle, l'aéroport de Clermont-Ferrand-Auvergne reste l'aéroport le plus fréquenté du Massif central.
L'aérodrome d'Ambert - Le Poyet et l'aérodrome d'Issoire - Le Broc sont destinés à l'aviation légère de tourisme et de loisirs.

## Transports en commun urbains et périurbains

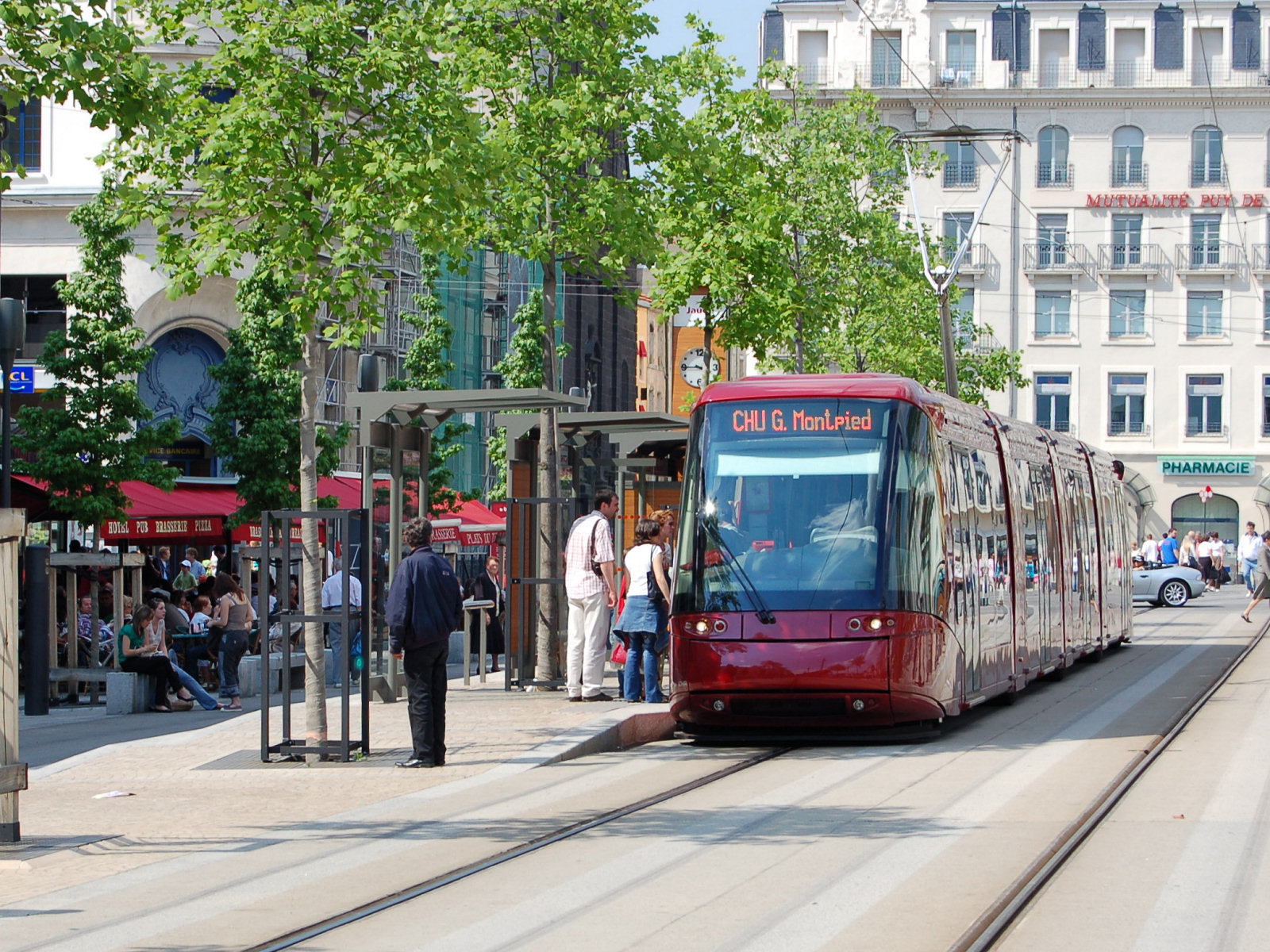
Une rame du tramway de Clermont-Ferrand à la station Place de Jaude au cœur de la ville.

Le Syndicat mixte des transports en commun de l'agglomération clermontoise (qui regroupe les 21 communes de Clermont Auvergne Métropole et les communes de Mur-sur-Allier et Pérignat-sur-Allier), la communauté d'agglomération Riom Limagne et Volcans, le Syndicat mixte des transports urbains du bassin thiernois (qui regroupe les 30 communes de la communauté de communes Thiers Dore et Montagne et les communes de Lezoux, Peschadoires et Saint-Jean-d'Heurs) et l'Agglo Pays d'Issoire sont autorités organisatrices de la mobilité sur leur territoire et organisent des services de transport dans leur ressort territorial.
Le réseau T2C (Clermont-Ferrand) est de loin le plus important. Il compte une trentaine de lignes régulières, dont une ligne de tramway sur pneus (A) et deux lignes de bus à haut niveau de service (B et C). L'ancien tramway de Clermont-Ferrand a circulé de 1890 à 1956.
Les réseaux RLV Mobilités (Riom) et SMTUT (Thiers) sont composés de quelques lignes régulières principalement urbaines, complétées par du transport à la demande pour les communes plus éloignées.
Le Bus des Montagnes (Issoire) est un service de transport à la demande seulement.

## Modes actifs
Le département est traversé par plusieurs voies vertes, véloroutes et sentiers de grande randonnée.